# Área de Libertad de Expresión Afectivo-Sexual
El Área de Libertad de Expresión Afectivo-Sexual (ALEAS) es el área de elaboración colectiva de Izquierda Unida encargada de la defensa y conquista de los derechos de lesbianas, gays, transexuales, bisexuales e intersexuales, y que pretende luchar contra toda discriminación por motivo de orientación sexual o identidad de género. 
Con el nacimiento de ALEAS en 1994 Izquierda Unida se convirtió en la primera organización política del Estado español en crear un grupo interno LGTB destinado a defensa de las libertades afectivo-sexuales. Actualmente, ALEAS sigue siendo el área de referencia en materia LGTBI de Izquierda Unida.
ALEAS-IU, en consonancia con el proyecto político de Izquierda Unida, une la causa LGTBI con el feminismo, el laicismo, el republicanismo, la lucha de clases y el anticapitalismo, el antirracismo, el antifascismo, la solidaridad internacional y la defensa de los Derechos Humanos.
Como en el resto de áreas temáticas de Izquierda Unida, la participación en la misma no viene sujeta a la militancia en IU. Militantes, simpatizantes, activistas y cualquier persona interesada puede participar activamente en esta área sin necesidad de ligarse de manera oficial al resto de la organización de Izquierda Unida.
En los últimos diez años,[actualizar] el área ha sido coordinada por Txema Gonzalo, Álvaro Villar Calvo, Jon Sebastian Forest y Alberto Hidalgo. En el marco del I Encuentro Estatal de ALEAS-IU, celebrado en Madrid los días 26 y 27 de octubre de 2013, Alberto Hidalgo Hermoso fue reelegido Coordinador federal del área junto a un equipo de coordinación por dos años más, aunque este presentaría su dimisión unos meses más tarde por motivos personales.

## Historia

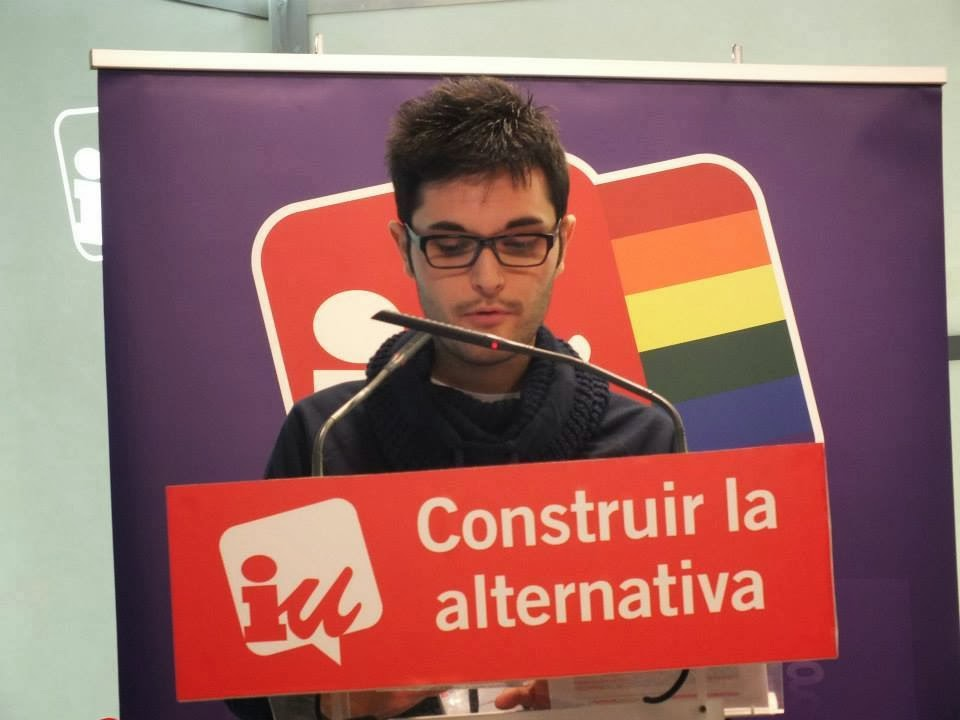
El ex-Coordinador federal de ALEAS-IU Alberto Hidalgo durante su intervención en el I Encuentro Estatal de ALEAS-IU en octubre de 2013.

Los orígenes de ALEAS se remontan a 1977, cuando un grupo de miembros del Partido Comunista de España (PCE) fundan en Madrid el Movimiento Democrático de Homosexuales (MDH), colectivo que tendrá una intensa actividad política en los primeros años de la Transición Española. El primer objetivo del Movimiento Democrático de Homosexuales buscaba la visibilización de las personas homosexuales. Este objetivo nacía como una respuesta a la dura represión policial de la dictadura franquista hacia todas aquellas prácticas sexuales que no comulgaban con la oficialidad del régimen. 
Este primer impulso dio lugar a que se celebrasen en Madrid las Primeras Jornadas sobre la Cuestión Homosexual los días 11, 12 y 13 de julio de 1986, organizadas por la Comisión Gay y el Área de Movimientos Sociales del Comité Central del Partido Comunista de España. Las Jornadas contaron con un centenar de asistentes y buscaba establecer la posición del PCE en cuanto a la lucha contra la homofobia y transfobia se trataba.
Más concretamente, el área de elaboración colectiva de IU referente a la temática LGTBI, ALEAS, nace a raíz del debate parlamentario creado cuando el Grupo Parlamentario Federal de Izquierda Unida - Iniciativa per Catalunya presenta en el Congreso de los Diputados la Proposición de Ley sobre protección social, económica y jurídica de la pareja en 1994, proposición que fue rechazada por los votos del PSOE, PP y CiU, entre otros.
Unos meses más tarde de aquel debate, un grupo de militantes y activista de Izquierda Unida ven la necesidad de crear un área  específica encargada de la defensa de las libertades afectivo-sexuales. A partir de ese momento, Izquierda Unida se convierte en la primera organización política del Estado español en crear en su seno un grupo de trabajo LGTB. Desde entonces el Área de Libertad de Expresión Afectivo-Sexual de Izquierda Unida (ALEAS-IU) se convierte en el área de encuentro y elaboración programática colectiva que dotará a IU de un posicionamiento unitario respecto a las cuestiones LGTB.
Al año siguiente, en 1995, a iniciativa de un grupo de militantes vinculado a Izquierda Unida, se organizan en Madrid las primeras Jornadas sobre Homosexualidad y Lesbianismo de Izquierda Unida, que contó con el apoyo del entonces Coordinador federal de IU, Julio Anguita.

## Actividad institucional
En sintonía con los objetivos de Izquierda Unida, ALEAS tiene como máxima prioridad llevar las reivindicaciones de los distintos movimientos LGTBI a las Instituciones Públicas, defendiendo las demandas de los movimientos sociales en los diferentes centros gubernamentales.
Dos años después del debate sobre la igualdad de derechos en las parejas entre personas del mismo sexo, en 1996 el Grupo Parlamentario Federal de IU-ICV presenta en el Congreso de los Diputados la Proposición de Ley de medidas para la igualdad jurídica de las parejas de hecho. Esta Proposición de Ley, junto a la presentada en 1994, supuso el germen de la ley del matrimonio entre personas del mismo sexo en España aprobada en julio de 2005 por el Gobierno de José Luis Rodríguez Zapatero.
En 1999 el Grupo Parlamentario Federal de IU presenta en una comisión del Congreso de los Diputados la Proposición No de Ley sobre el derecho de las personas transexuales a cambiar de sexo.

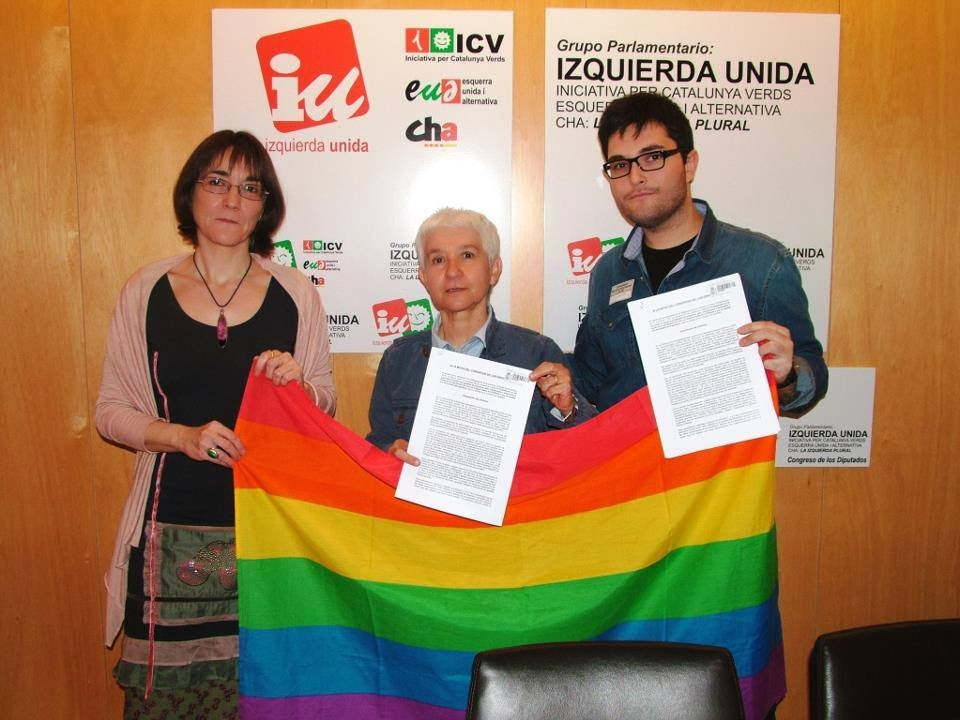
Registro en el Congreso de los Diputados de la PNL instando al Gobierno a la elaboración y aprobación de una Ley Integral contra la LGTBIfobia, en mayo de 2013. De izquierda a derecha: Ascensión de las Heras, diputada por IU; Boti García Rodrigo, Presidenta de la FELGTB; Alberto Hidalgo, ex-Coordinador federal de ALEAS.

En 2001, profundizando en la línea iniciada en 1994, el Grupo Parlamentario Federal de IU presenta en el Congreso de los Diputados la Proposición de Ley de modificación del Código Civil en materia de matrimonio, con el fin de institucionalizar el matrimonio en igualdad de condiciones sin importar el sexo de los contrayentes. Así, en la misma sintonía, en 2005 el Grupo Parlamentario Federal de IU-ICV respalda la aprobación del Proyecto de Ley de modificación del Código Civil para permitir el matrimonio entre personas del mismo sexo. En ese mismo momento, dicho Grupo Parlamentario enmienda el Proyecto de Ley para que reconozca igualmente el derecho a la adopción a las parejas del mismo sexo, lo que significaría el inicio de la adopción para las parejas homosexuales en igualdad de derechos con las parejas heterosexuales.
Ese mismo año el Grupo Parlamentario Federal de IU-ICV presenta en el Congreso una Proposición No de Ley exigiendo indemnizaciones para las personas homosexuales represaliadas antes de la Constitución de 1978 y la supresión de sus fichas policiales de antecedentes penales. Al mismo tiempo, y recogiendo las demandas de colectivos de transexuales, presenta en el Congreso una Proposición No de Ley para incluir la reasignación de sexo en el catálogo de prestaciones sanitarias de la Seguridad Social, recogiendo el sentido de la Proposición presentada en 1999.
En 2007 Izquierda Unida respalda la aprobación del Proyecto de Ley reguladora de la rectificación registral relativa al sexo de las personas, conocida como Ley de Identidad de Género, al mismo tiempo que presenta en el Congreso la primera Proposición No de Ley sobre la atención educativa de la diversidad afectivo-sexual y contra la homofobia en el sistema educativo.
En 2010, ALEAS-IU, en conexión con las reivindicaciones de varias organizaciones LGTBI, demanda la aprobación parlamentaria de una Ley Integral contra la Discriminación por motivos de Orientación Sexual e Identidad de Género y comienza a trabajar en su elaboración junto al tejido asociativo. 
Dos años más tarde, en 2012, el Grupo Parlamentario de la Izquierda Plural (IU-ICV-EUiA-CHA) presenta en el Congreso una Proposición No de Ley sobre el nuevo Plan Multisectorial de VIH/SIDA 2013-2017.
El mismo año, presenta en el Congreso una Proposición No de Ley que insta al Ministerio de Educación a recuperar los contenidos referentes a la igualdad y la diversidad afectivo-sexual en el temario de Educación para la Ciudadanía, entre otras medidas para combatir la discriminación en el sistema educativo.
Además, a instancias de ALEAS-IU, el Grupo Parlamentario de la Izquierda Plural (IU-ICV-EUiA-CHA) presenta en el Congreso una Proposición No de Ley sobre la celebración de matrimonios entre personas del mismo sexo en consulados españoles.
Este año 2013, el Grupo Parlamentario de la Izquierda Plural (IU-ICV-EUiA-CHA) ha presentado varias iniciativas en el Congreso de los Diputados orientados a hacer efectiva la Igualdad real de las personas LGTBI, entre las que se encuentran una Proposición No de Ley para luchar contra la homofobia en el deporte y hacer frente a la invisibilidad de los deportistas LGTBI; una Proposición No de Ley instando al Gobierno a la elaboración y aprobación de una Ley Integral contra la LGTBIfobia y por el respeto a la diversidad sexo-genérica, y una Proposición No de Ley sobre medidas para la protección de los Derechos Humanos del colectivo LGTBI en Rusia.
En el marco de la Junta de Andalucía, las dos fuerzas políticas que sostienen el Gobierno, Izquierda Unida y PSOE han logrado llegar a un acuerdo con los colectivos de transexuales andaluces para el registro del "Proyecto de Ley Integral de no discriminación por motivos de identidad de género y de reconocimiento de los derechos de las personas transexuales", más conocida como Ley Integral de Transexualidad. Dicha ley, que se hará efectiva a lo largo de 2014, es la ley más avanzada en temática de transexualidad de toda Europa, y la segunda a nivel mundial tras la de Argentina.

## Ideario y propuestas

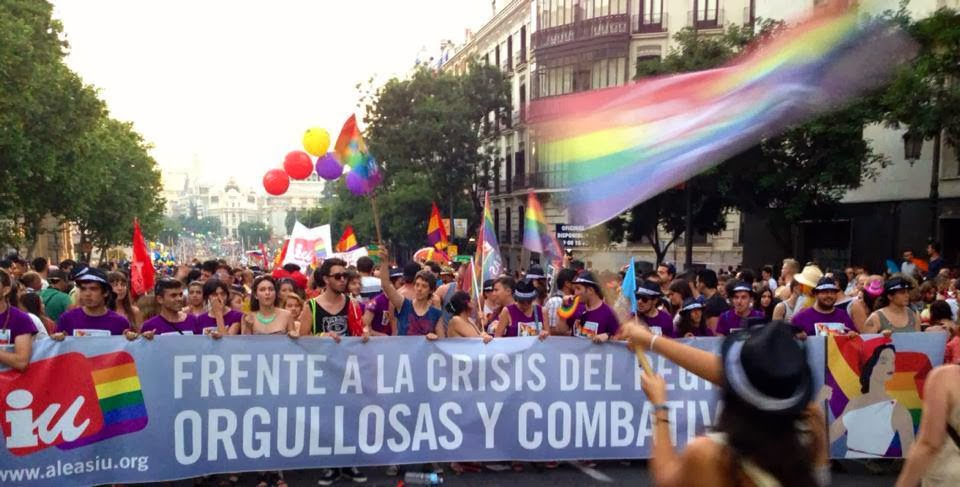
Cortejo de ALEAS-IU en la manifestación del Orgullo 2013.

Actualmente, el Área de Libertad de Expresión Afectivo-Sexual de Izquierda Unida resume sus objetivos políticos en un decálogo. Algunas de esas medidas tienen que ver con la despatologización de la transexualidad a través de la Ley de Identidad de Género; la derogación del concordato de 1953 y los acuerdos de 1979 con la Santa Sede, la eliminación de la asignatura de religión de la enseñanza pública y aprobación de una Ley de Libertad de Conciencia; la atención a la salud de las personas LGTBI a través de la firma de un Pacto de Estado contra el VIH/sida; la modificación de la Ley de Reproducción Asistida para permitir la cesión de óvulos en las parejas lesbianas, el reconocimiento del derecho a la adopción y la filiación conjunta de las parejas de hecho del mismo sexo, así como la prestación de apoyo institucional a experiencias de autogestión de centros residenciales para personas mayores LGTBI, e impulsando una política de libre vivencia de la sexualidad en los centros residenciales de personas mayores; el impulso del asociacionismo juvenil LGTBI con el objetivo de favorecer la participación y el empoderamiento de la juventud, así como la inclusión en las políticas de igualdad de género de acciones dirigidas a las mujeres lesbianas, transexuales y bisexuales.